# Szwejków
 Szwejków (ukr.  Швейків) – wieś na Ukrainie w obwodzie tarnopolskim, w rejonie czortkowskim.
Do 2020 w rejonie monasterzyskim.
Wschodnią część wsi stanowi dawniej odrębna wieś Czeremchów.
Kościół parafialny pw. św. Wojciecha w Szwejkowie, rzymskokatolicki, wybudowany w latach 1893-1894, konsekrowany w 1894 r. podczas bombardowania zniszczony przez hitlerowców w 1944 r., władze radzieckie postanowił zbudować lokal farmę, obejmującą kościół i dom parafialny. 
W II Rzeczypospolitej wieś w powiecie podhajeckim województwa tarnopolskiego.
W latach 1943–1944 r. nacjonaliści ukraińscy z OUN-UPA zamordowali tutaj 7 Polaków.
Mieszkańcy polscy zostali stąd po drugiej wojnie światowej przesiedleni na Dolny Śląsk, między innymi do miejscowości Jerzmanice-Zdrój.